# Костел Святої Діви Марії Ангельської (Вінниця)
Храм Пресвято́ї Ді́ви Марі́ї А́нгельської — католицька церква в Україні, у Вінниці. Належить ордену капуцинів. Побудована 1746 року коштом вінницького старости Людовіка Калиновського у стилі незвичайного тосканського бароко.

## Історія
- 1746 — на запрошення вінницького старости Людовіка Калиновського та з дозволу луцького єпископа до міста приїжджають перші браття-капуцини, щоб заснувати монастир.
- 18 лютого 1761 — єпископ Антоній Еразм Воллович освятив храм під покровительством Матері Божої Ангельської при монастирі Ордену Братів Менших Капуцинів.
- 1888 — згідно з царським наказом капуцини повинні залишити свій останній монастир в Україні. Браття їдуть шукати притулку до Речі Посполитої. Деякі перевдягаються у священицькі сутани і служать у римо-католицьких парафіях. Монастир стає царськими казармами. Служити у храмі дозволено тільки єпархіальним священикам.
- 1931 — радянська влада закриває костел. Вінницький костел діяв без значних перешкод до 20-х років XX століття. Особливо великих труднощів зазнали вінницькі католики на чолі зі священиком Левінським у двадцятих роках двадцятого століття. На початку храм був пограбований владою, а потім був закритий. У жовтні 1932 року був переданий Тсавіахіму. Священика заарештували. Суд його засудив до страти, якої він чудом уникнув.
- 1961 — у Вінницькому капуцинському монастирі живуть світські люди. Свій сакральний характер втратив також Вінницький капуцинський храм. Влада відібрала у католицької громади костел і передала його для атеїстичного товариства «Знання» під лекторій. Храм втратив свою старовинну архітектуру, в місці молитви і слухання Божого Слова почали вчитися лектори атеїзму.
- 1990 — костел був повернений під католицьке покровительство.
- 1992 — після понад сторічної відсутності брати-капуцини повертаються до Вінниці. Вінничанини знову мають нагоду слухати Слово Боже, сповідатись, отримувати духовну допомогу. Монахи через брак місця почали мешкати над костелом.
- 1999 — відбувся перший органний концерт на відреставрованому органі, який був знищений православними, що займали приміщення колишньої філармонії, де і містився орган. Після того як парафії було передано практично брухт органа, інструмент відновила польська фірма під керівництвом органмейстра Єжи Куклі.
- 2001—2003 — за сприяння Ордену та Вінницької міської ради куплено бокові келії монастиря. На першому поверсі монастиря від вулиці Соборної розмістилась канцелярія, бібліотека, кімната для бесід і два катехетичні класи. Згодом були викуплені також келії на другому поверсі одного крила монастиря і приміщення, де колись мітилась монастирська кухня і трапезна.
- 2003 — за сприяння обласної державної адміністрації здійснена реставрація фасаду.

## Архітектура
Костел є копією кляшторних храмів Братів Менших Капуцинів у Сендзішові-Малопольському та Стальовій Волі (Розвадові), які були зведені у ті самі роки, що й вінницький храм, за проєктом архітектора Яна де Опітца зі Львова. Фундатор вінницького монастиря найняв добрих майстрів мулярів зі Львова для будівництва вінницького храму.
Замкнутий периметр комплексу обсервантів-пустельників у місті на березі Південного Бугу створений завдяки з'єднанню об'єму храму з двоповерховою п-подібною будовою монастиря по осі центрального входу і східного боку трансепта, утворюючи внутрішній квадратний в периметрі замкнутий двір. Єдиною декоровою прикрасою зовнішніх фасадів монастиря є прості наличники над невеликими прямокутними обсягами віконних прорізів.
Зовнішнє оформлення перлини вінницького комплексу монастиря Братів Менших Капуцинів — тринавного двоярусного костелу Матері Божої Ангельської, виконаного у формі латинського хреста з каплицею праворуч від центрального входу на терасі з двухмаршевими симетричними сходами — є відображенням аскетичності життя його Ордену, де простоту тосканського ордера головного фасаду підкреслюють лише дві фігури святих на фронтоні і скульптура пресвятої Діви Марії над головним входом.
Автором скульптур Святих Клари та Франциска, що розміщені на фасаді храму, і Мадонни з немовлям Ісусом, що знаходяться над порталом, став скульптор Юрій Козерацький.

## Орган костелу
Орган був виготовлений німецькою фірмою VEB Sauer Orgelbau (Франкфурт-на-Одері) у 1984 році та діяв до 1991 року. Інструмент був встановлений у приміщенні колишнього костелу, який використовувався як органний зал.
Орган був знищений під час рейдерського захоплення органного залу православною (МП) церквою, після чого влада вже передала їм приміщення: в коридорах на підлозі лежали зім'яті та покривлені органні труби, рештки клавіатури, деталі з'єднання та кріплення. Деякі важливі вузли взагалі зникли. Згодом парафія Матері Божої Ангельської римо-католицької церкви отримала сусідній костел Матері Божої Ангельської монастиря Братів Менших Капуцинів у свою власність і почала відродження втраченого органа. Залишки зруйнованого органа були перенесені для ремонтних робіт, були запрошені органні майстри з міста Бельсько-Бяла (Польща) на чолі з органістом, органним майстром, публіцистом та організатором музичного життя Єжи Куклею.
У результаті копіткої праці орган був відновлений. Перший концерт воскреслого органа відбувся 16 травня 1999 року. Орган має 30 регістрів, два мануали і педаль, звукова та регістрова трактура — механічні. На трубах органу, навіть на великих трубах проспекту, назавжди лишились сліди важких часів брутального ставлення.
Орган має м'яке і тепле звучання, типове для німецьких зауерівських органів. В оркестровому tutty звучання основних регістрів збагачене обертонами мікстур, аліквот та язичкових регістрів, якими так багатий орган.

## Підземелля костелу
Під сучасним костелом Діви Марії Ангельської та монастирем капуцинів нині знаходиться підземний поверх, який є фактичним фундаментом або ж сутеренами цих будівель. Приміщення мали господарське призначення: у них зберігали городину та фрукти, які вирощували на землях монастиря, а також пиво, яке виготовлялося при монастирі. Холод приміщень допомагав зберігати харчі протягом всієї зими та навіть влітку. Перпендикулярно до приміщення костелу під ним розташовується 4 схожі за площею та конфігурацією в просторі кімнати, які могли використовуватись для поховання монахів. Такі кімнати в католицькій церкві називають криптами, а тип поховання катакомбним. Згадки про поховання наводяться в літописі монастиря, але присутності залишків такого в сучасному приміщенні підтверджено не було.
Окрім, сутеренів та поховальних кімнат існує ще один поверх підземель, який відносять до іншого часу побудови, ніж основне приміщення. Цей поверх може бути молодшим на 100 років, а близькість з найдавнішою будівлею міста (єзуїтським монастирем) та тип цегляного зводу свідчить, що вони є частиною давнього єзуїтського ходу, побудованого з метою комунікації у часи військових сутичок.
В 2016 році ініціативною групою монахів та істориків було проведено перші екскурсії по костелу та підземеллям монастиря, які згодом стали постійними. Вінницькі підземелля зараз не представляють цілісну структуру, якою можна здійснити повноцінну прогулянку під будівлями міста. В деяких будівлях можна знайти справжні залишки єзуїтських ходів. Наприклад, під будівлею сучасного Вінницького обласного краєзнавчого музею є частинка ходів. Краєзнавчий музей розташовується на території колишньої обителі єзуїтів - Єзуїтського монастиря.

## Галерея

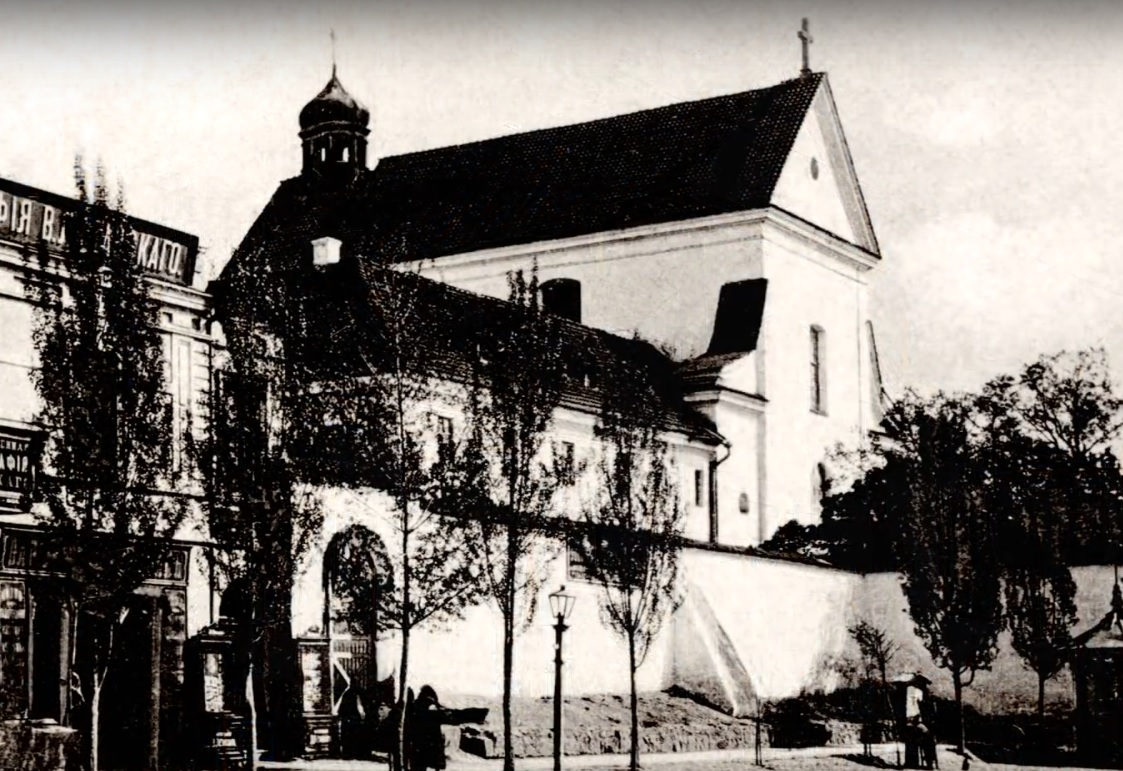
Костел у XIX — на початку XX століття
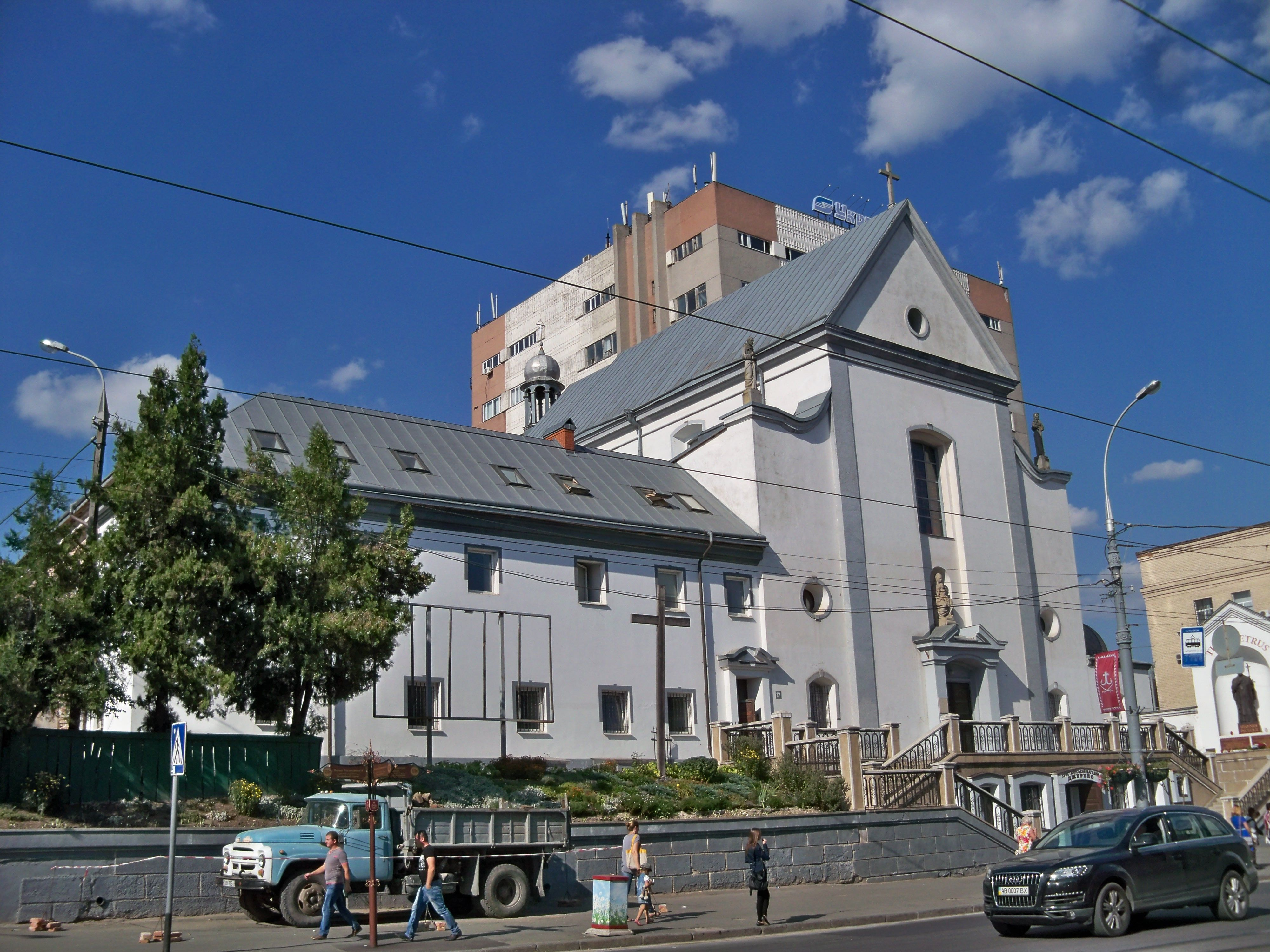
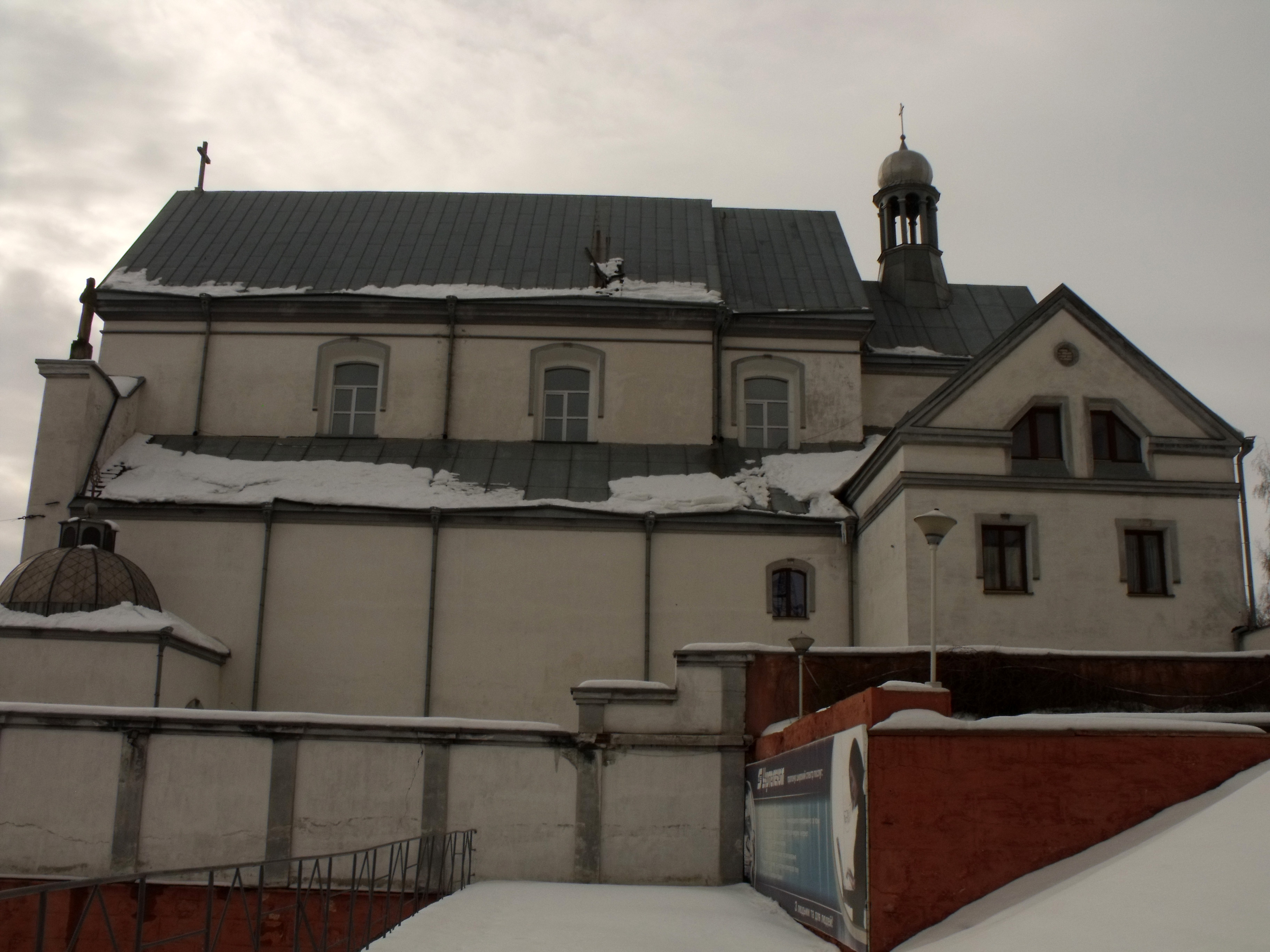
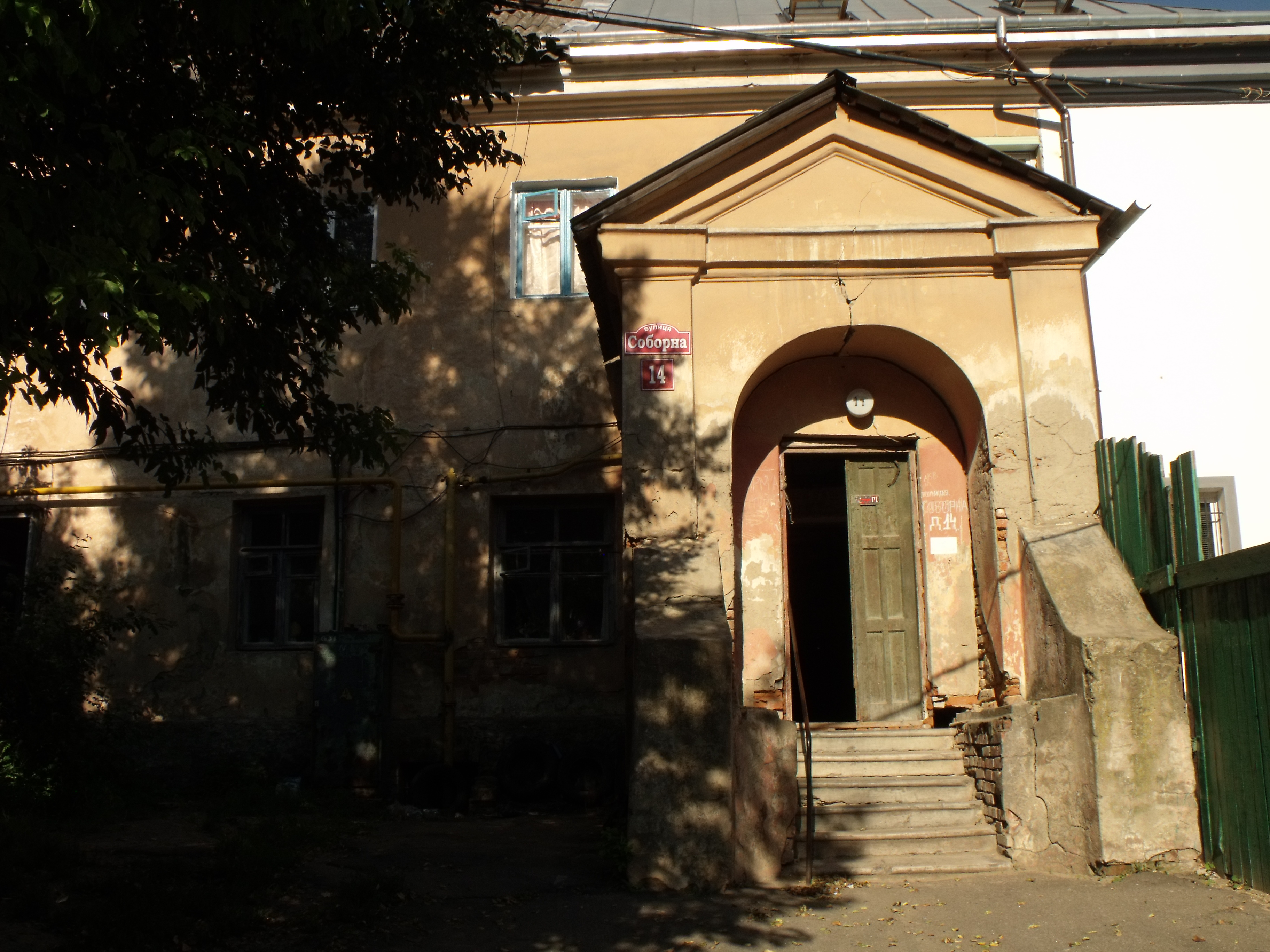
Келії монастиря
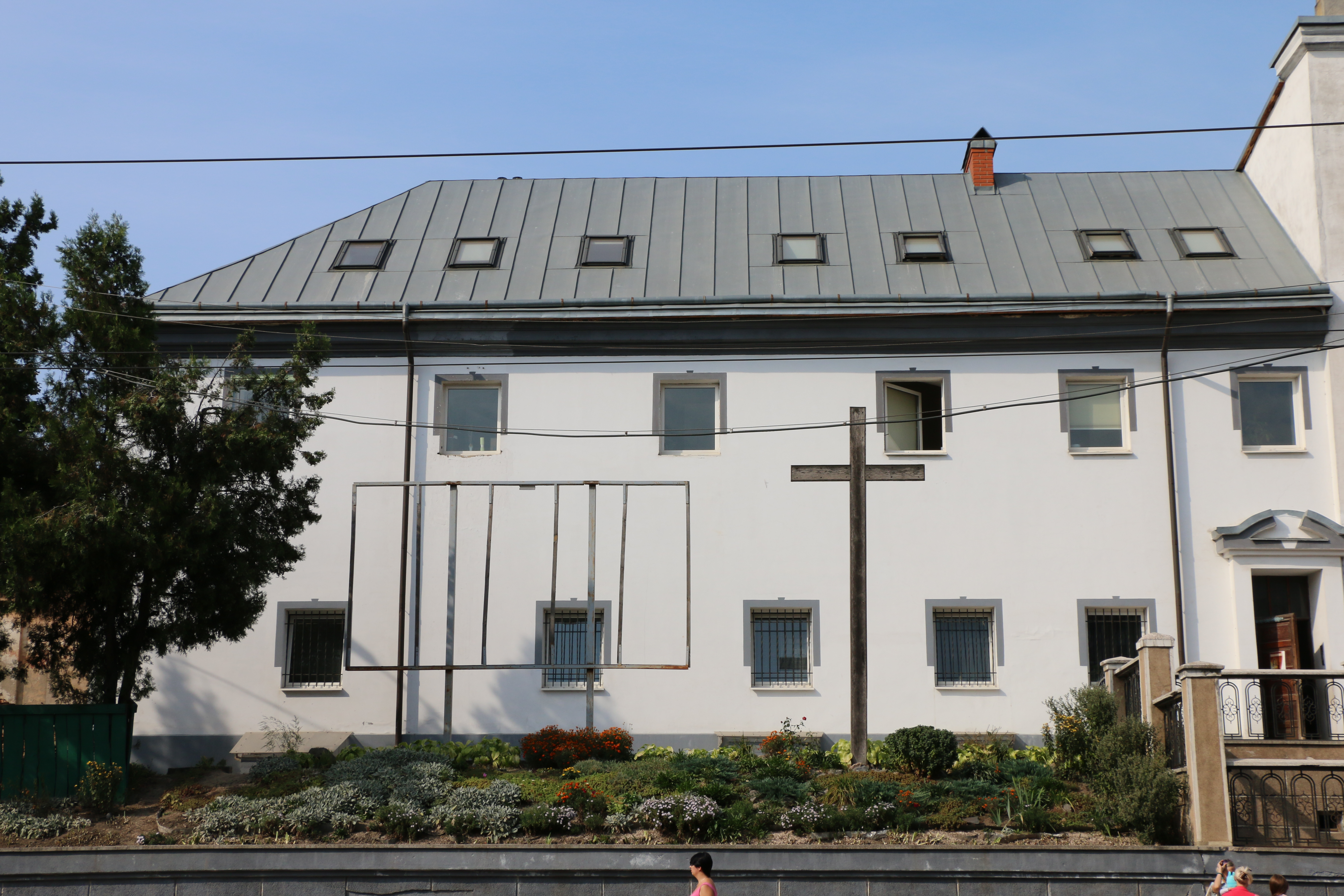
Келії монастиря
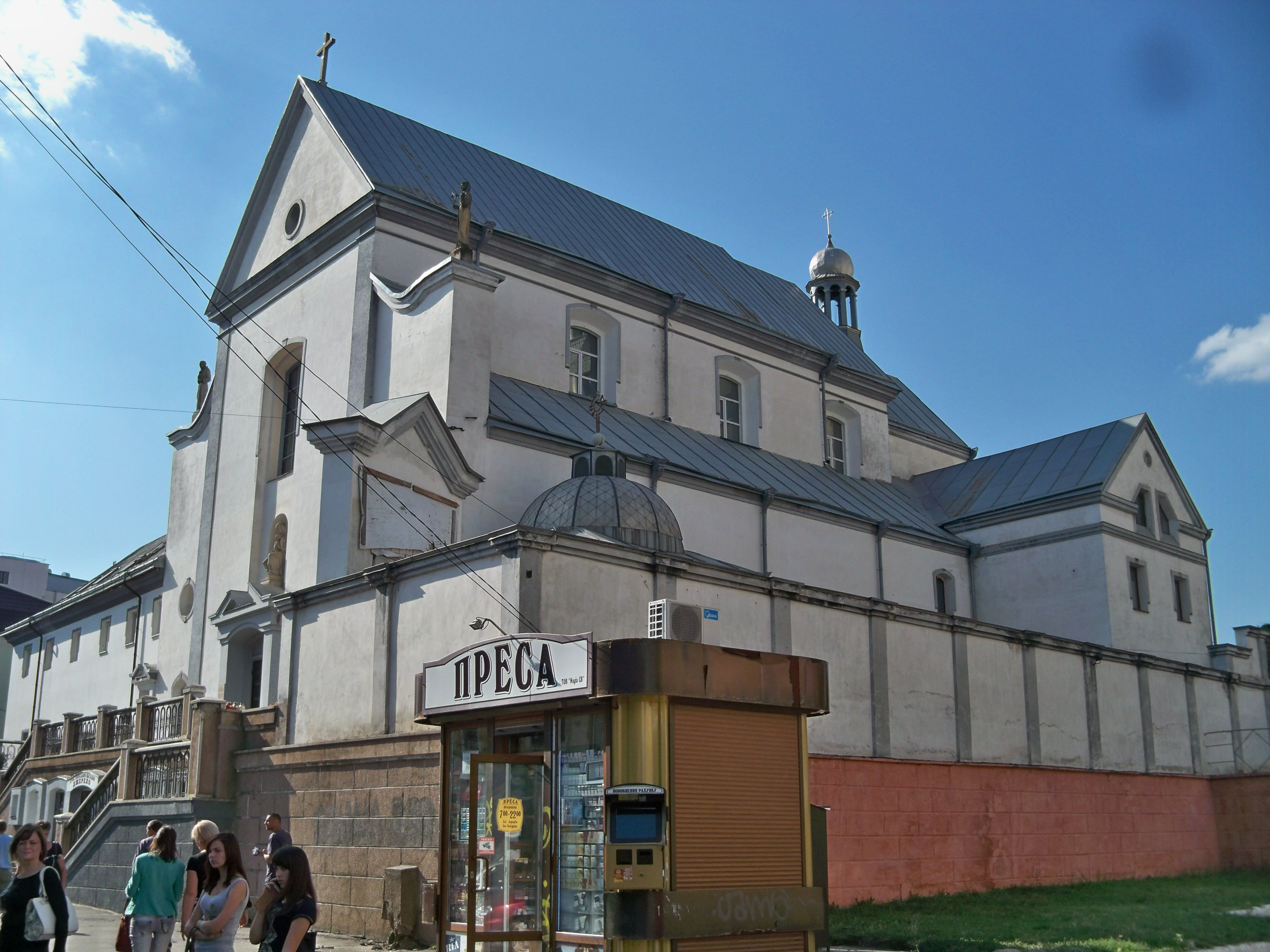
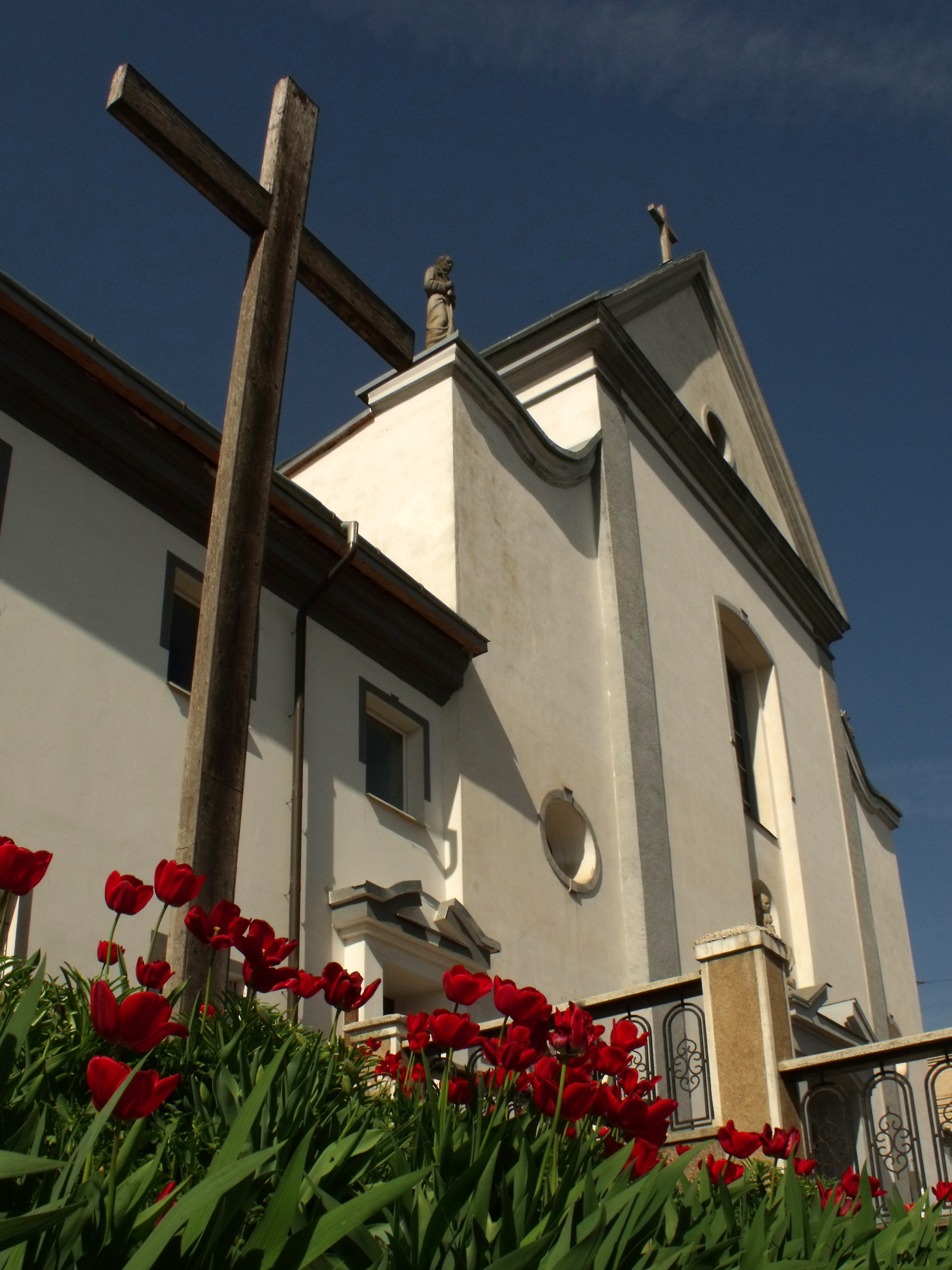
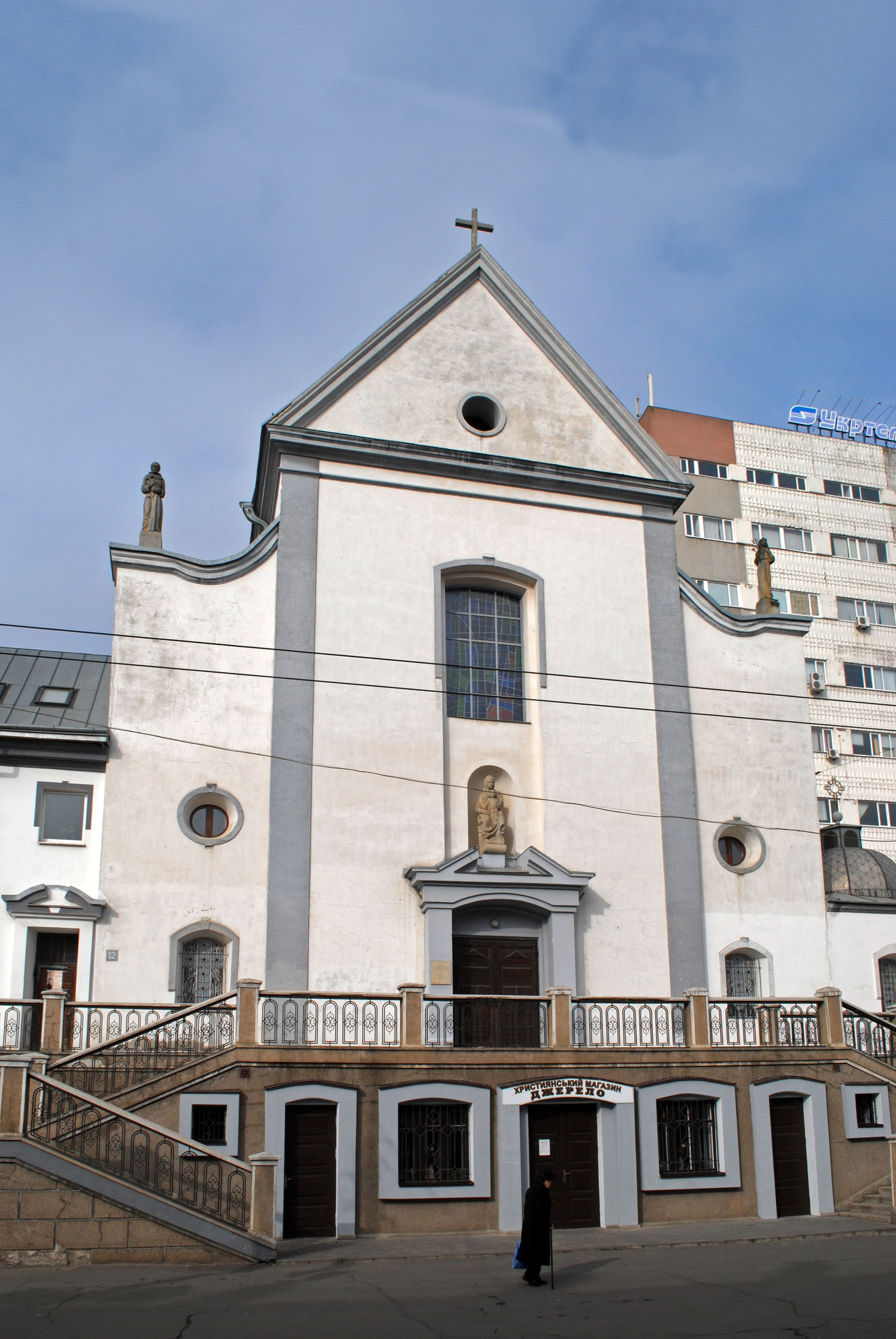
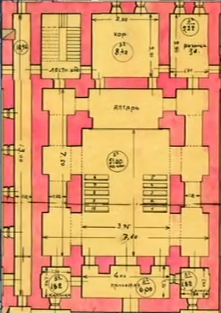
План костелу
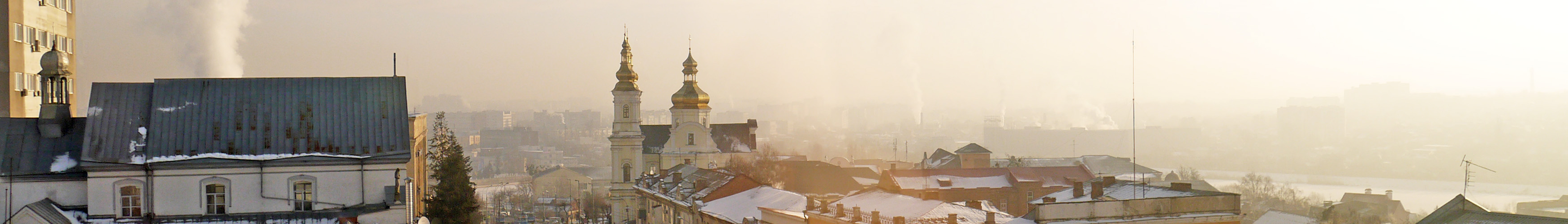
Вінниця. Костел капуцинів та колишній домініканський монастир
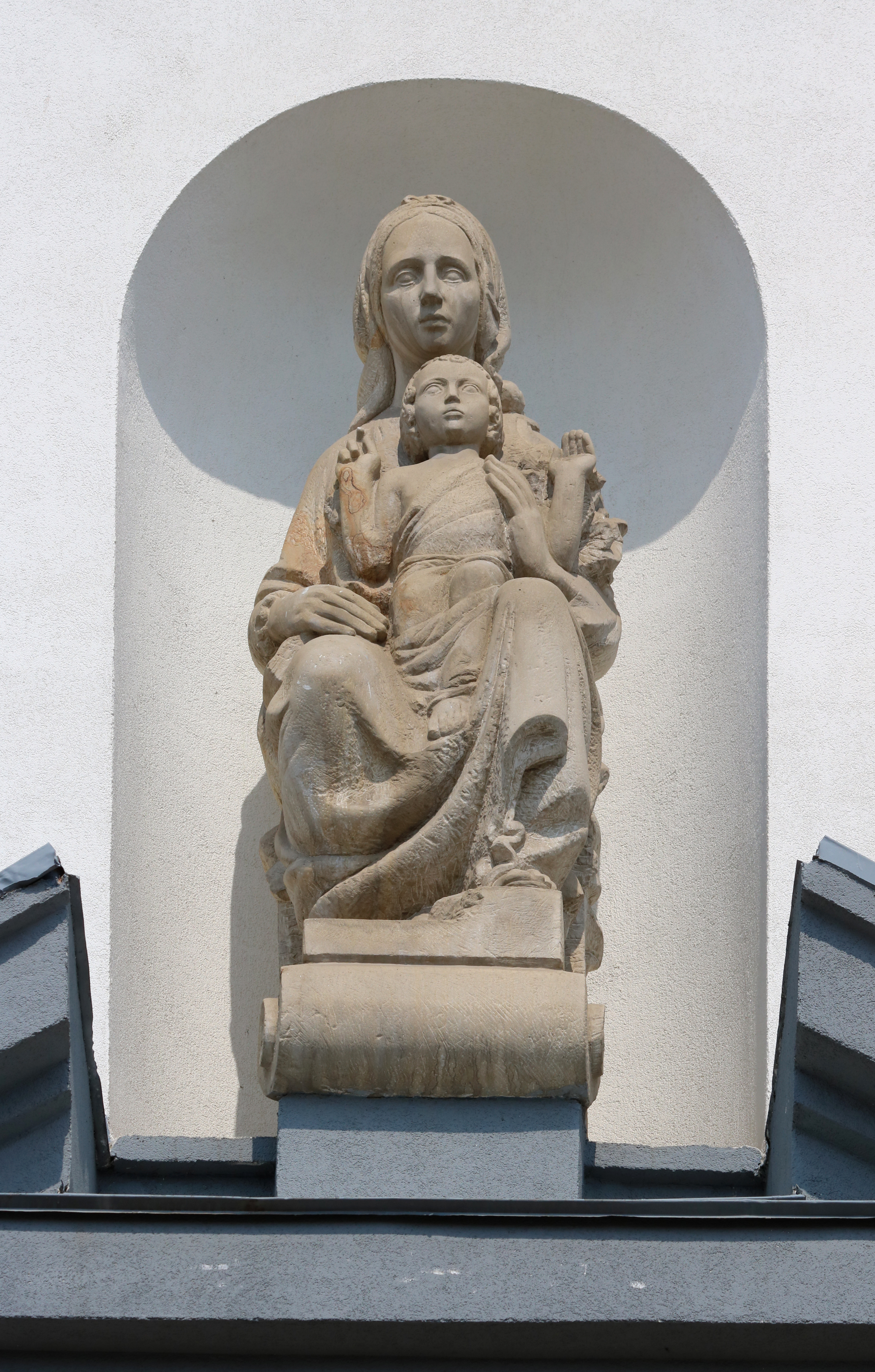
Скульптура Діви Марії на фасаді костелу
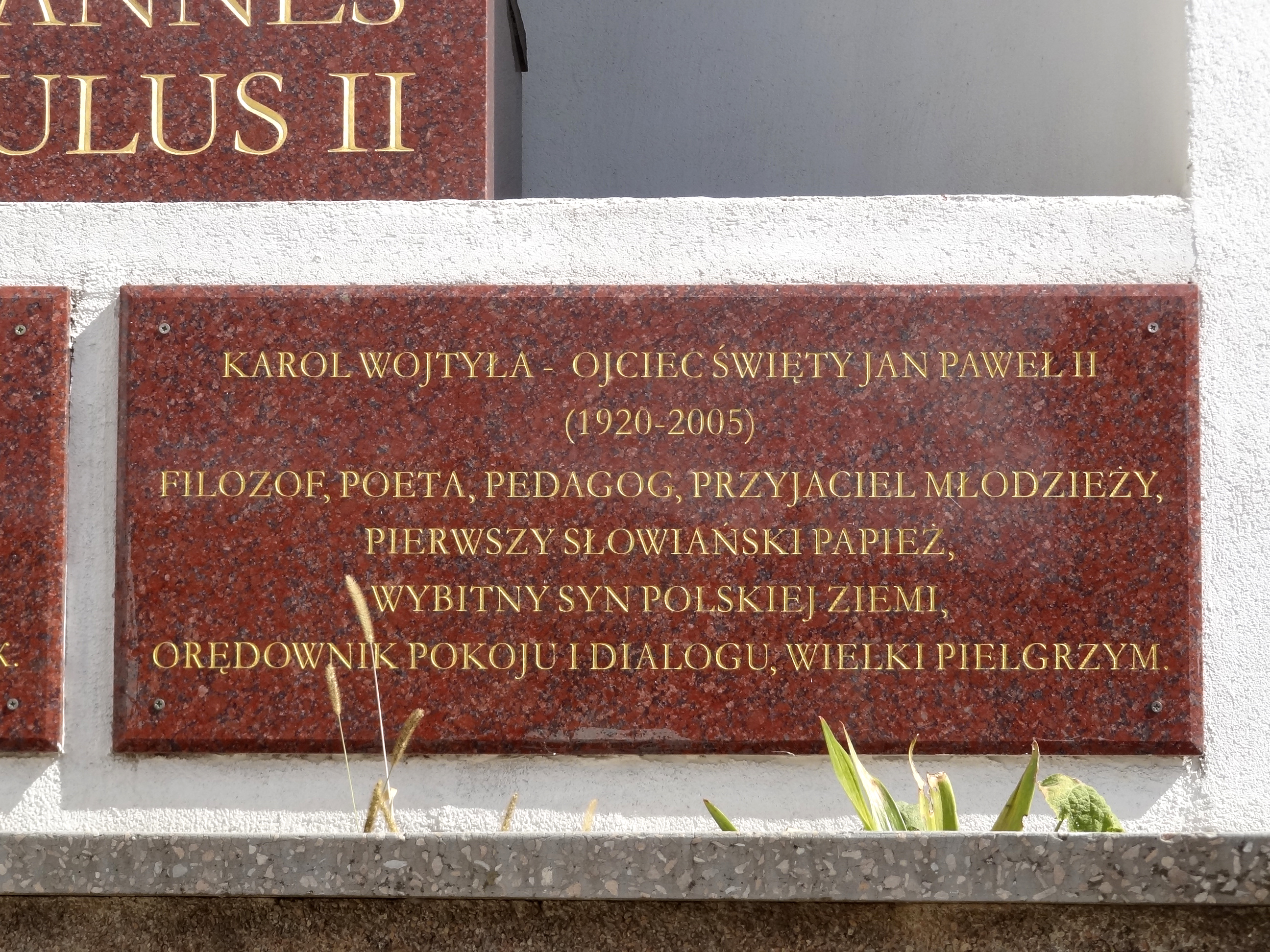
Меморіальна дошка з червоного граніту під статуєю Івана Павла II (поруч табличка укр.)]]